# Indicatif régional 757

Carte de la Virginie avec les territoires de ses indicatifs régionaux. L'indicatif régional 757 se trouve à l'est de l'État.

L'indicatif régional 757 est l'un des indicatifs téléphoniques régionaux de l'État de  Virginie aux États-Unis. Cet indicatif dessert l'est de l'État.
L'indicatif régional 757 fait partie du Plan de numérotation nord-américain.

## Principales villes desservies par l'indicatif
- Une très grande partie de la région métropolitaine de Hampton Roads incluant :
  - la péninsule de Virginie, incluant Newport News, Hampton et Williamsburg;
  - South Hampton Roads, incluant Virginia Beach, Norfolk, Chesapeake, Portsmouth, Franklin et Suffolk.
- La portion de la péninsule Delmarva située dans l'État de Virginie.

## Source
- (en) Cet article est partiellement ou en totalité issu de l’article de Wikipédia en anglais intitulé « Area code 757 » (voir la liste des auteurs).